# Svenska psykoanalytiska sällskapet
Svenska psykoanalytiska sällskapet var en svensk ideell förening mellan 1968 och 2010, som genom sitt institut bedrev utbildning av psykoanalytiker. Utbildningen omfattade egen psykoanalys, eget psykoanalytiskt arbete under handledning, seminarier under fem år samt ett vetenskapligt arbete. Svenska psykoanalytiska sällskapet främjade också utvecklingen av psykoanalys genom intern fortbildningsverksamhet och utåtriktad verksamhet i form av offentliga seminarier och en skriftserie.
Föreningen bildades 1968 under namnet Svenska föreningen för holistisk psykoterapi och psykoanalys och bytte namn till Svenska psykoanalytiska sällskapet 1999.
Svenska psykoanalytiska sällskapet hade sin bas i psykoanalysens grundare Sigmund Freuds teorier och representerade huvudströmningarna inom psykoanalysen, framför allt den brittiska skolans tradition med företrädare som Melanie Klein, Donald Winnicott och Wilfred Bion.
I maj 2010 gick Svenska psykoanalytiska sällskapet samman med (den äldre) Svenska psykoanalytiska föreningen och bildade (den nya) Svenska psykoanalytiska föreningen.